# McLaren 720S
La McLaren 720S è una vettura sportiva prodotta dalla casa automobilistica britannica McLaren Automotive dal 2017 al 2022. 
È la seconda vettura della gamma McLaren Super Series, andando a sostituire la precedente 650S a partire dal 2017. La 720S è stata presentata al salone di Ginevra il 7 marzo 2017, con la produzione che è partita nell'aprile dello stesso anno.

## Tecnica

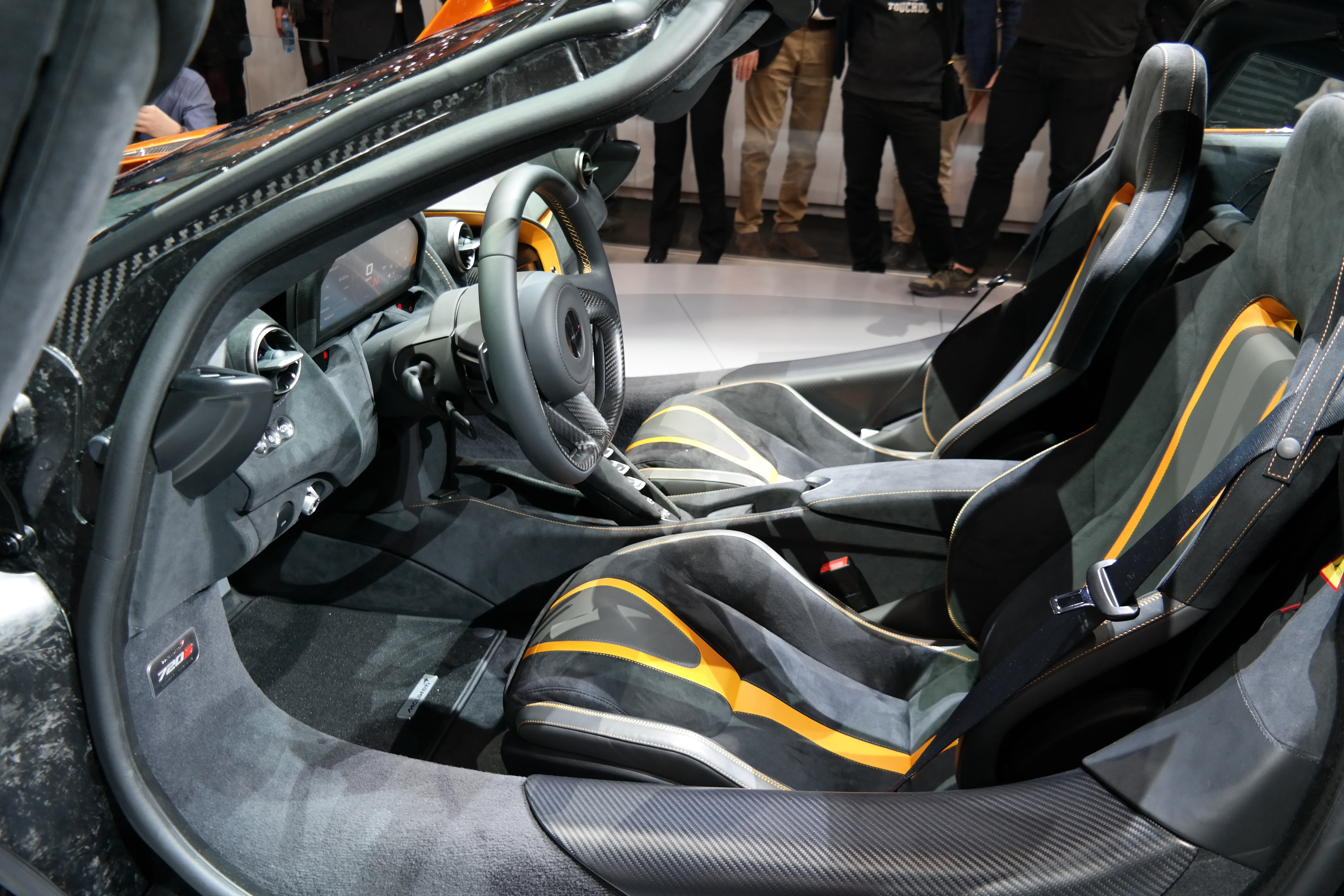
Interni di una 720S

La berlinetta inglese si basa su un telaio modificato chiamato Monocage II, un monoscocca in carbonio, che è più leggero e rigido rispetto a quello della 650S.
L'auto dispone di un nuovo motore da 4,0 litri (3994 cm³) twin-turbo con architettura V8, che è essenzialmente una rielaborazione del precedente 3,8 litri (3799 cm³) prodotto dalla Ricardo. Ognuno dei due turbocompressori presenta una chiocciola di scarico di tipo twin-scroll; inoltre, i due turbo sono attuati elettricamente – come riportato nelle specifiche tecniche per questo modello sul sito McLaren – una primizia mondiale su auto di serie che è mutuata dal mondo della Formula 1, al fine pratico di ridurre quasi a zero il turbolag. Il 41% dei componenti del motore sono inediti. Il motore produce una potenza di 720 CV a 7250 giri/min, la cui cifra conferisce alla vettura il suo nome di 720S; la coppia massima è 770 Nm disponibili a 5500 giri/min. La sportiva britannica ha un peso a secco di 1283 kg, accelera da 0 a 100 km/h in 2,8 secondi e da 0 a 200 km/h in 7,8 secondi. La velocità massima è di 341 km/h e il 1/4 di miglio viene coperto in 10,3 secondi. La 720S ha emissioni di CO2 pari a 249 g/km, con una riduzione di circa il 10% rispetto alla 650S.

## Altre versioni

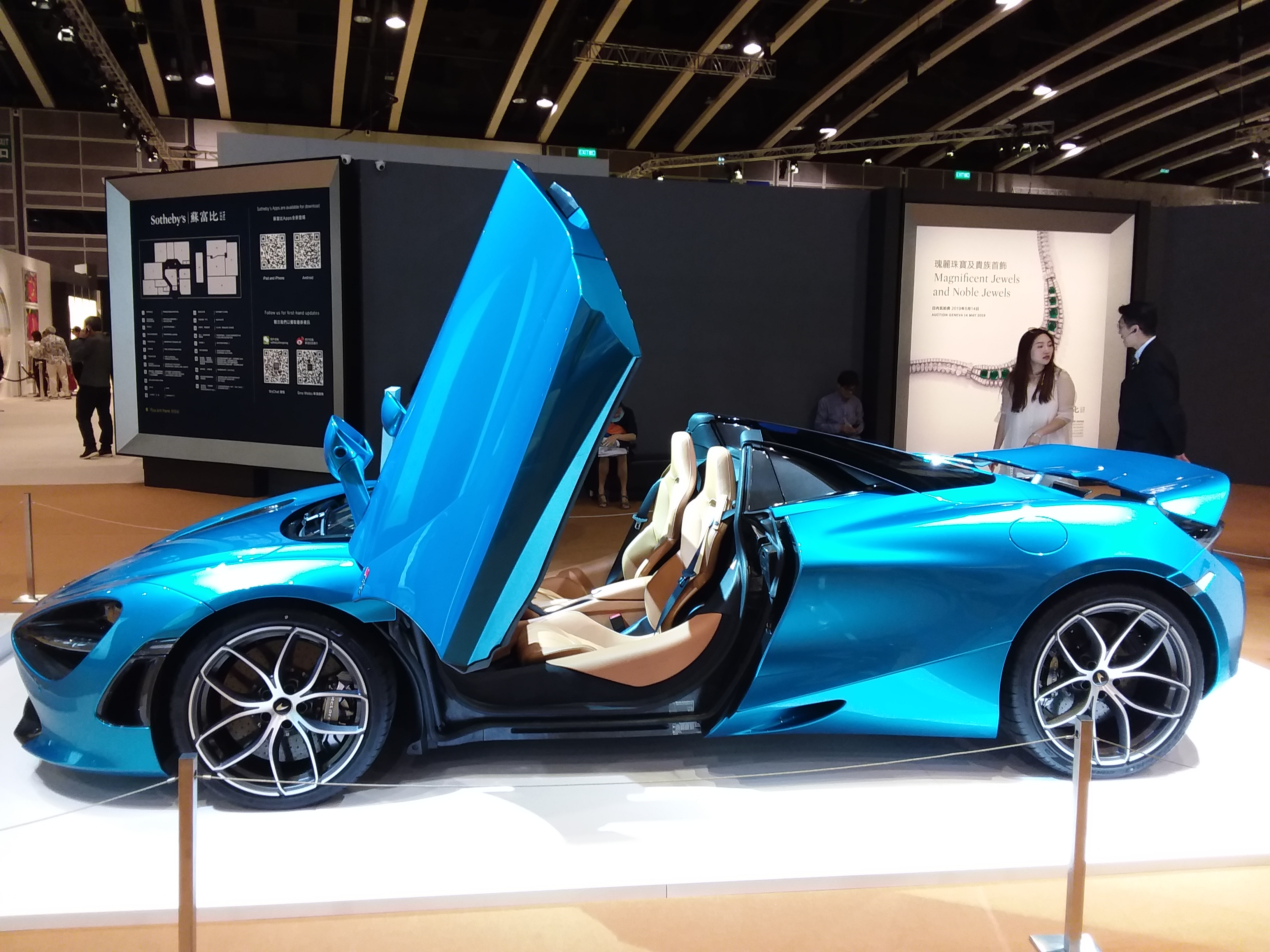
Vista laterale della Spider

### 720S Velocity
La sezione McLaren Special Operations ha presentato la McLaren 720S Velocity un giorno dopo la presentazione della 720S. La vettura si caratterizza per la livrea rossa e il cofano in fibra di carbonio. Inoltre, le ruote sono in alluminio verniciato in bronzo metallizzato. L'interno ha finiture in Alcantara Carbon Black con cuciture rossi e particolari in fibra di carbonio.

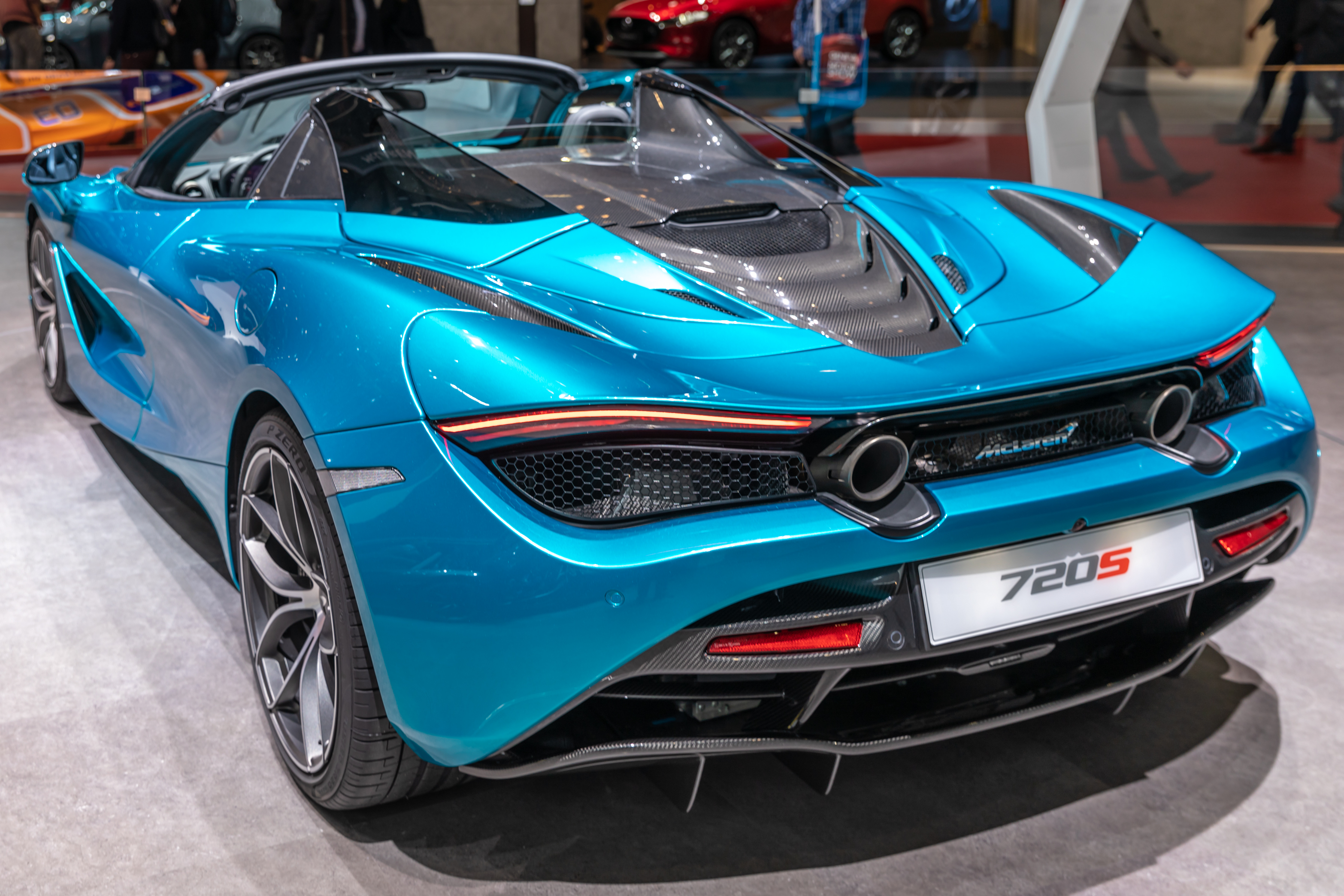
Retro

### 720S Spider
La 720S Spider è stata presentata a dicembre 2018. Grazie della struttura della monoscocca utilizzata nella 720S, la Spider non necessità di rinforzi aggiuntivi per compensare la perdita di rigidità torsione dovuta all'assenza del tetto. La monoscocca è stata comunque modificata e perde la barra longitudinale di rinforzo posta sul tetto che collega la parte anteriore a quella posteriore della vettura. La Spider pesa 45 kg in più rispetto alla sua controparte coupé a causa del sistema e dei meccanismi del tetto retrattile.
Il tetto è un pezzo unico di fibra di carbonio e impiega 11 secondi per aprirsi o chiudersi, 6 secondi più veloce rispetto alla 650S Spider. Il del tetto può essere azionato fino a 50 km/h.
Il motore e la trasmissione rimangono gli stessi della coupé con il motore che genera la stessa quantità di potenza. La Spider accelerare da 0 a 97 km/h in 2,9 secondi, da 0 a 193 km/h in 7,9 secondi e può raggiungere una velocità massima di 341 km/h con il tetto Chiuso. La velocità massima si riduce di 16 km/h con la capote aperta.

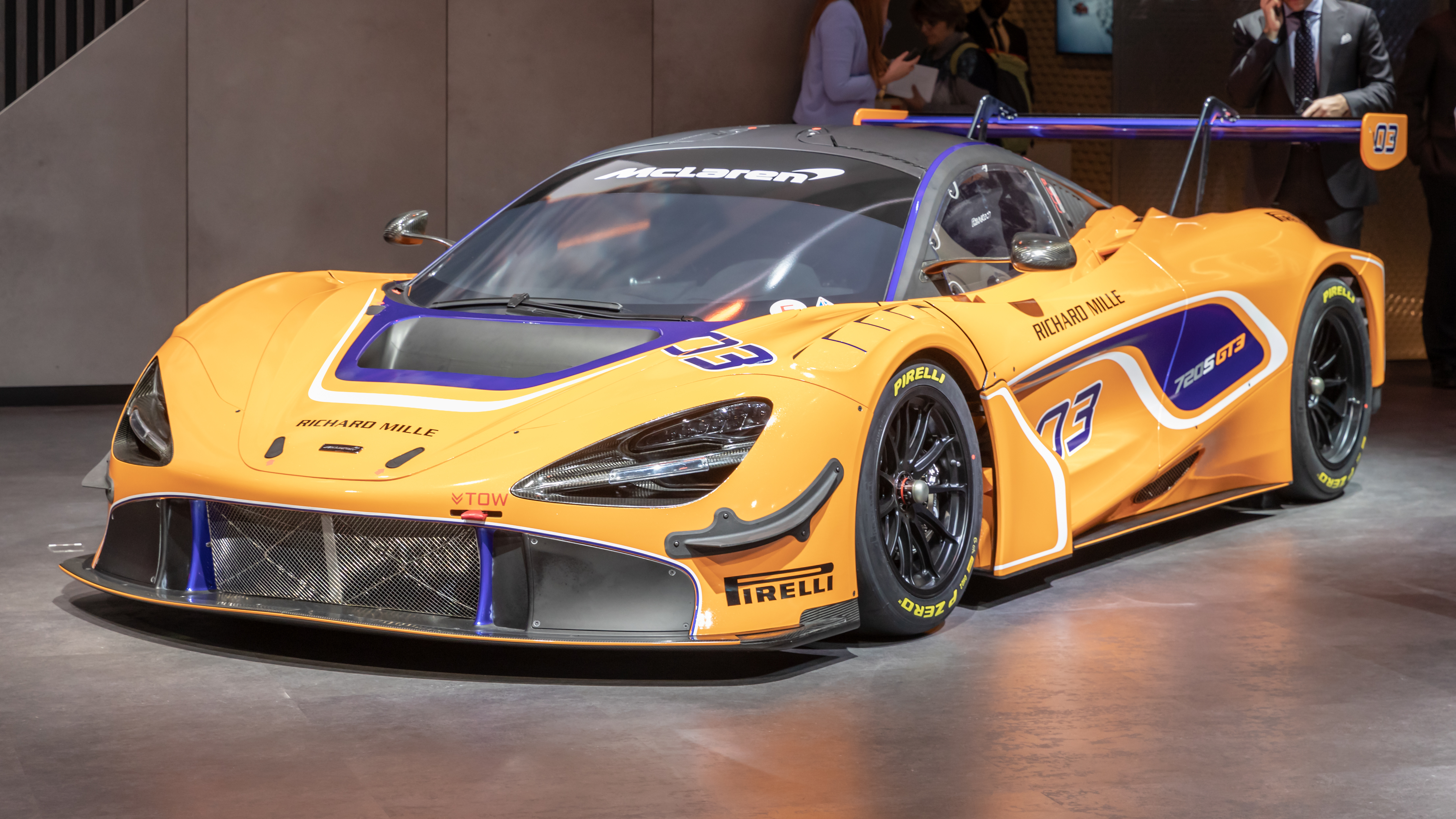
720 GT3

## Attività sportiva

### 720 GT3
Anticipata dalla discussione di alcune immagini nel novembre 2017 ad agosto 2018 è stata presentata la GT3, versione da competizione omologato nell'omonima categoria che va a sostituire la 650S GT3. La GT3 ha debuttato a fine 2018 alla 12 Ore del Golfo. Della vettura ne è stata fatta un'ulteriore evoluzione chiamata GT3X (senza limitazioni), presentata a marzo 2021. Questa versione ha vinto la cronoscalata del Goodwood Festival of Speed 2021, stabilendo il record di 45,01 secondi.

### 720 GT3 Evo
Nel 2023, McLaren ha lanciato una Evo per la 720S GT3. La evo ha visto miglioramenti apportati all'aerodinamica e alle sospensioni, volti a migliorare la maneggevolezza della vettura nel traffico. L'auto era disponibile per l'acquisto nuova di zecca o come kit di aggiornamento per le auto 720S GT3 esistenti. Con questa vettura, nel 2024 la McLaren è tornata a competere nel Campionato del mondo endurance e nel Deutsche Tourenwagen Masters.